# Lydia Bendel-Maidl
Lydia Bendel-Maidl (* 26. Februar 1963 in Aicha an der Donau) ist eine deutsche römisch-katholische Theologin.

## Leben
Nach dem Abitur 1982 am Musischen Gymnasium der Benediktiner in Niederaltaich erwarb sie 1989 das erste Staatsexamen in Philosophie, katholische Religionslehre und Latein. Nach der Promotion 1993 zur Doktorin der Theologie und dem zweiten Staatsexamen 1995 in Katholischer Religionslehre und Latein erwarb sie 2000 die Lehrbefähigung für das Fachgebiet Fundamentaltheologie an der LMU München. 2009 erfolgte die Ernennung zur Oberstudienrätin. 2011 wurde sie außerplanmäßige Professorin für Fundamentaltheologie an der Ludwig-Maximilians-Universität München.
Ihre Forschungsinteressen sind Traumapädagogik/Traumabegleitung mit Schwerpunkt spirituelle/religiöse Ressourcen, Spiritual Care, unter besonderer Berücksichtigung der Bedeutung von Kunst, transkulturellen und transreligiösen Kompetenzen und Anthropologie der Spiritualität.

## Schriften (Auswahl)
- Desiderii interpres. Genese und Grundstruktur der Gebetstheologie des Thomas von Aquin. Paderborn 1994, ISBN 3-506-79438-8.
- mit Otto Hermann Pesch: Thomas von Aquin. Freiburg im Breisgau 1994, ISBN 3-451-23272-3.
- Tradition und Innovation. Zur Dialektik von historischer und systematischer Perspektive in der Theologie. Am Beispiel von Transformationen in der Rezeption des Thomas von Aquin im 20. Jahrhundert. Münster 2004, ISBN 3-8258-5589-9.
- (Hg.): Katholikinnen im 20. Jahrhundert. Bilder, Rollen, Aufgaben. Berlin 2007, ISBN 3-8258-5540-6.